# 新明县 (中华民国)
新明縣，民國設置的縣。
民國23年（1934年）析商都縣、康保縣兩縣地置化德設治局，民國25年（1936年）改新明設治局，民國36年（1947年）5月升為新明縣。1949年1月，改为化德县。